# Hoya cagayanensis
Hoya cagayanensis ist eine Pflanzenart der Gattung der Wachsblumen (Hoya) aus der Unterfamilie der Seidenpflanzengewächse (Asclepiadoideae).

## Merkmale
Hoya  ist eine epiphytische, kletternde Pflanze mit flexiblen, sich verzweigenden Trieben. Die kahlen Triebe und sind im Querschnitt rund. Die dünnen, leicht ledrigen Blätter sind gestielt, die kahlen Blattstiele sind etwa 1 cm lang und gekrümmt. Die Blattspreiten sind elliptisch bis lanzettlich, 6,5 bis 8,5 cm lang und 2,5 bis 3 cm breit. Die Basis ist keilförmig, der Apex ist gespitzt. Sie sind auf beiden Seiten kahl. Die Blattnervatur besteht aus bis zu 7 Paaren von Sekundärrippen, die netzartig miteinander verbunden sind. Die Mittelrippe ist relativ wenig deutlich ausgeprägt.
Der doldenförmige Blütenstand enthält ungefähr 20 Blüten. Der Blütenstandsstiel ist 4 bis 8 cm lang und kahl. Die fadenförmigenBlütenstiele sind 1,25 bis 2 cm lang. Die Kelchblätter sind kahl, die Ränder mit Zilien besetzt. Sie sind an der Basis verwachsen. Die Blütenkrone misst 14 mm im Durchmesser. Die Kronblattzipfel sind verkehrt-eiförmig, 6 mm lang und 3,25 mm, außen kahl, und innen flaumig behaart. Die Nebenkrone hat einen Durchmesser von 6 mm. Die Nebenkronenzipfel sind eiförmig. Der innere Fortsatz ist aufrecht und am Ende geschnäbelt, der äußere Fortsatz ist stumpf. Sie sind auf der Oberseite konkav und haben auf der Unterseite mit einer Längsrinne. Die Staubbeutelfortsätze überragen die inneren Fortsätzen der Nebenkronenzipfel.

## Geographische Verbreitung und Habitat
Die Art kommt in den Provinzen Cagayan, Quezon und Laguna, Luzon, Philippinen vor.

## Taxonomie
Das Taxon wurde von Christine M. Burton 1987 beschrieben. Der Holotypus hat die Nummer 7374 und wurde im März 1909 von Maximo Ramos in der Provinz Cagayan, Luzon gesammelt. Er wird im Herbarium des Botanischen Garten in Berlin aufbewahrt.
Weiteres Material ist im Herbarium des Research Centre for Biology in Cibinong, Indonesien und im Herbarium der University of California in Berkeley, Kalifornien aufbewahrt. Dieses Material wurde im Mai/Juni 1925 bei Casiguran, Provinz Quezon, im Süden der Insel Luzon gesammelt und trägt die Nummer Ramos & Edano #45730. Anderes Material dieses Taxons wurde von McGregor im Juni/August 1915 in der Provinz Laguna, südlicher Teil der Insel Luzon gesammelt.
Hoya pimenteliana Kloppenburg (1999) soll nach Simone Merdon-Bennack ein Synonym von Hoya cagayanensis sein. Plants of the World online führt Hoya cagayanensis und Hoya pimenteliana aber als gültige Taxa.